# Venezia của Cieszyn

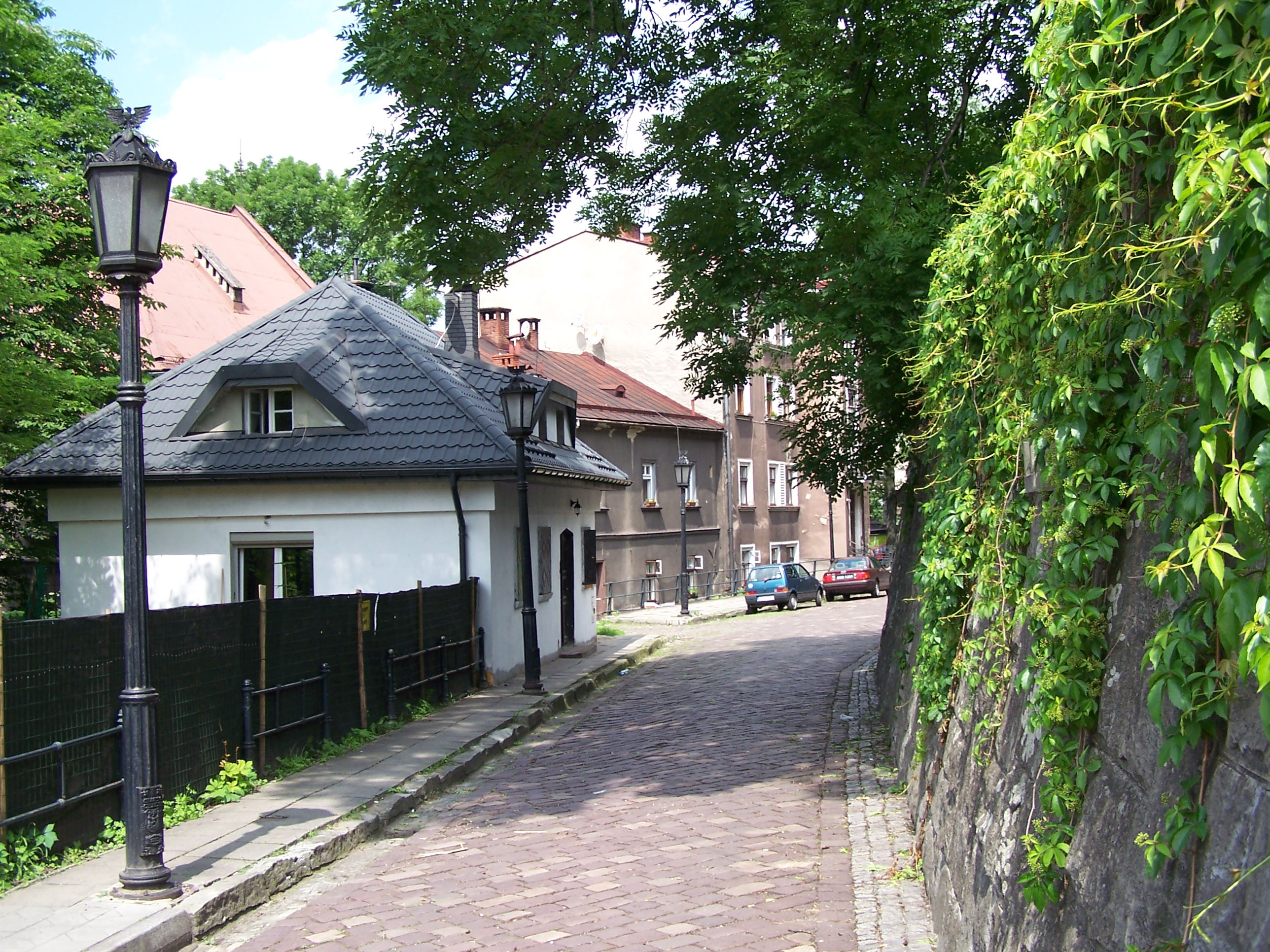
Phố Przykopa ở Venice của Cieszyn

Venice của Cieszyn (tiếng Ba Lan: Cieszyńska Wenecja) là một phần của Phố cổ ở Cieszyn, Ba Lan. Đó là một phần của Phố Przykopa đương đại (trước đây là Nad Młynówką) bao gồm các tòa nhà từ thế kỷ 18-19, nhiều tòa nhà còn có những cây cầu bắc qua Młynówka (một kênh đào nhân tạo). Trước đây, các tòa nhà trên đường Młynówka thuộc về thợ thủ công: thợ thuộc da, thợ dệt, thợ may, thợ may da và thợ rèn, những người cần làm việc gần nguồn nước liên tục. Đây là khu vực nằm giữa giao lộ của Phố Przykopa, Đại lộ Jan Łyska, góc đường Przykopa và những con phố của Schodowa.

## Di tích lịch sử đăng ký

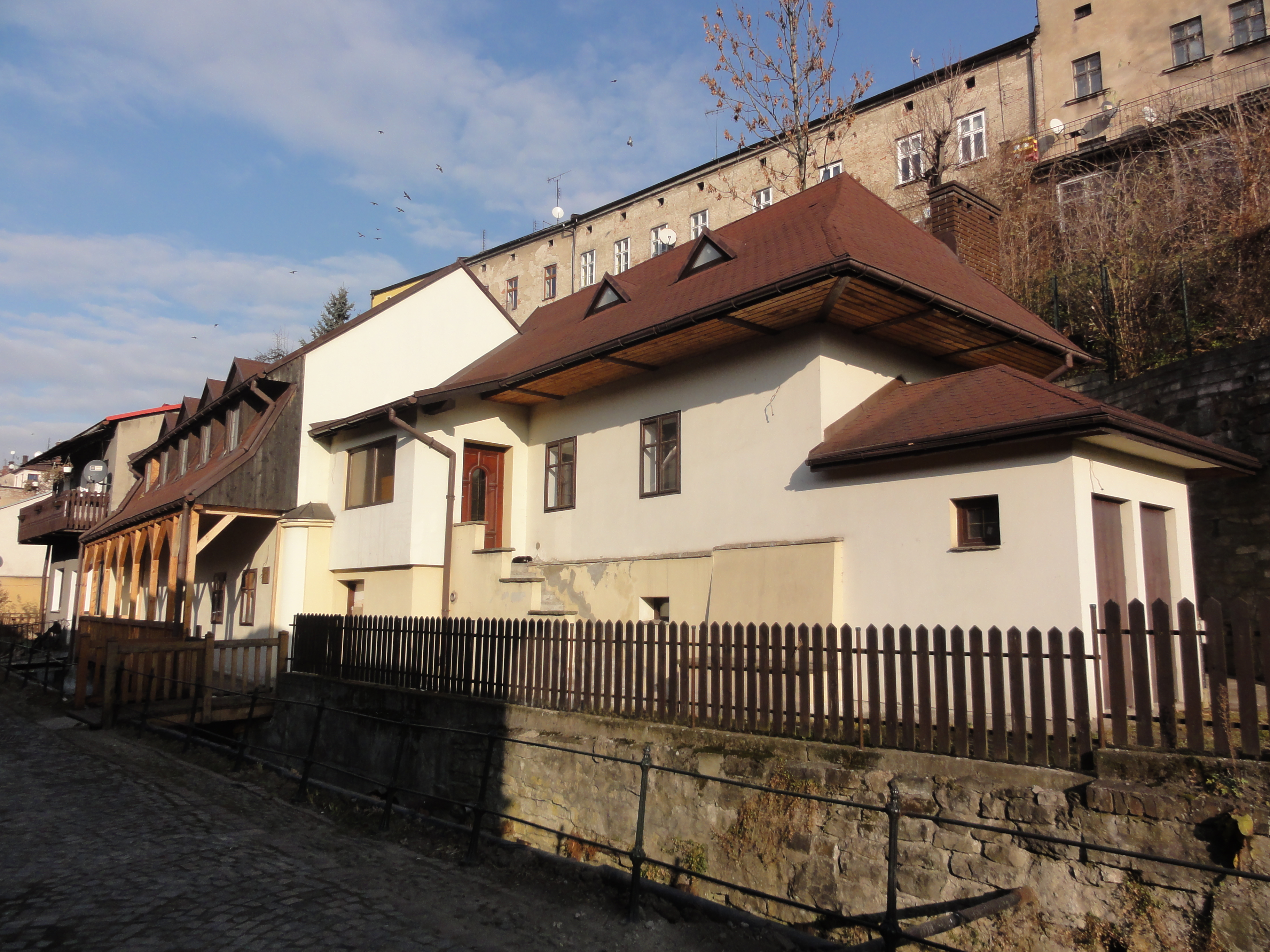
Đường Przykopa, nhà số. 25

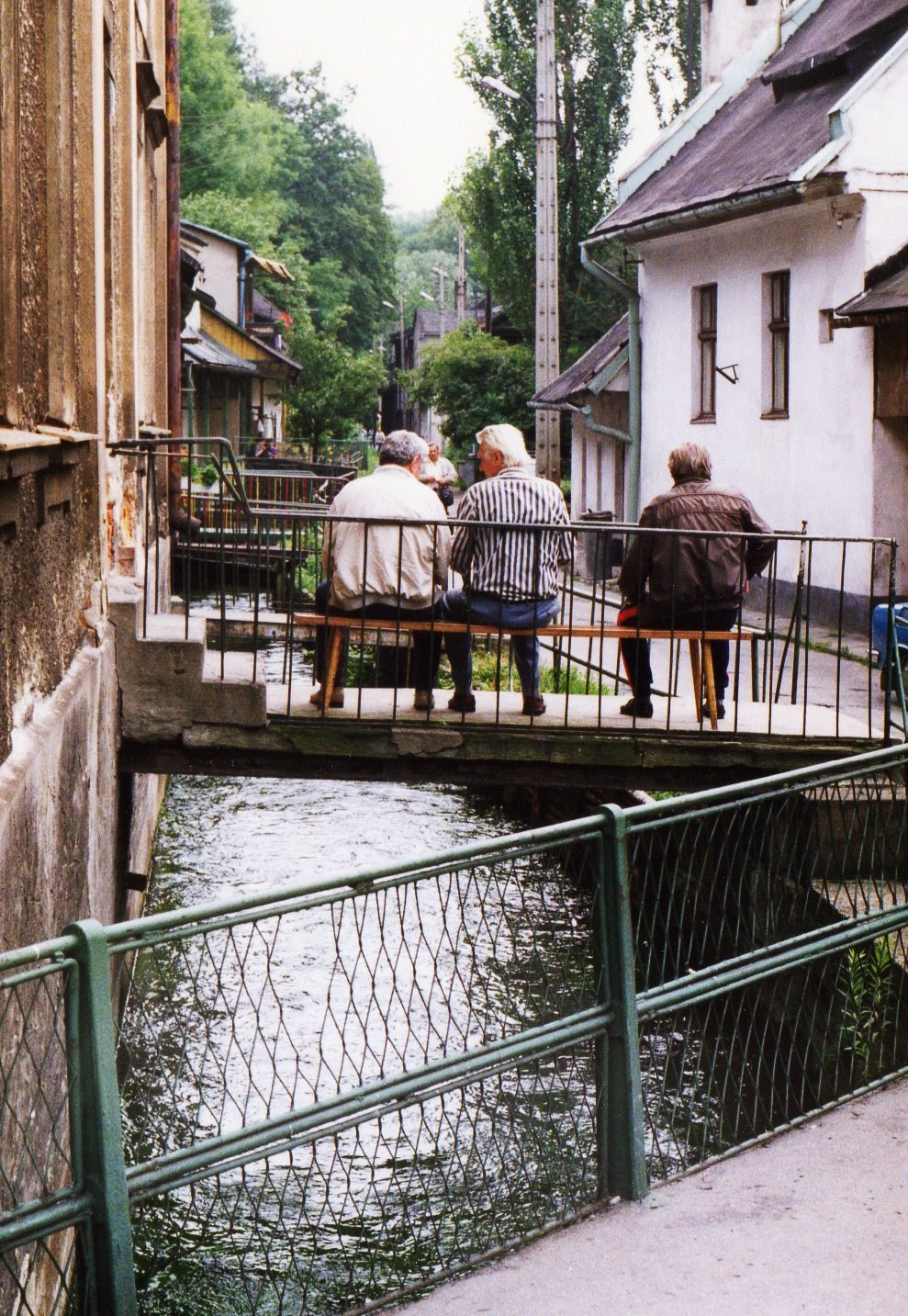
Kênh Młynówka năm 1993